# 마스다시
마스다시(일본어: 益田市)는 일본 시마네현에 있는 시이며, 하마다시와 함께 시마네현 서부의 중심 도시이다. 하마다시, 오다시와 함께 이와미산다(石見三田)로 불린다.

## 지리
시마네현 서부에 위치하고 동해와 접한다. 현재의 시 중심은 다카쓰강 하류에 펼쳐진 마스다 평야(요시다 평야)의 삼각주에 발전해 있고 메이지 시대부터의 중심부는 마스다역 동쪽의 이와미 교통 본사 부근(통칭: 구 마스다)에 있다. 남부는 주고쿠 산지 서부에 해당하여 1000m급 산들이 늘어서 있다. 특히 2004년 11월에 합병한 미토 지구, 히키미 지구는 면적의 90% 정도가 산림이고 히키미 지구는 일본 최서단의 폭설 지대이다. 덧붙여 마스다시의 면적은 시마네현에서는 가장 넓다.

## 역사
- 1952년 8월 1일 - 미노군 마스다정, 기타센도촌, 도요카와촌, 도요타촌, 다카기촌, 나카니시촌, 야스다촌, 오노촌이 합병해 마스다시가 성립하였다.
- 1955년 3월 25일 - 미노군 가마테촌, 다네촌, 마사고촌, 니조촌, 미노촌을 편입하였다.
- 2004년 11월 1일 - 미노군 미토정, 히키미정을 편입 합병하였다. 동시에 미노군은 소멸했다.

## 교통

### 공항
- 이와미 공항

### 철도

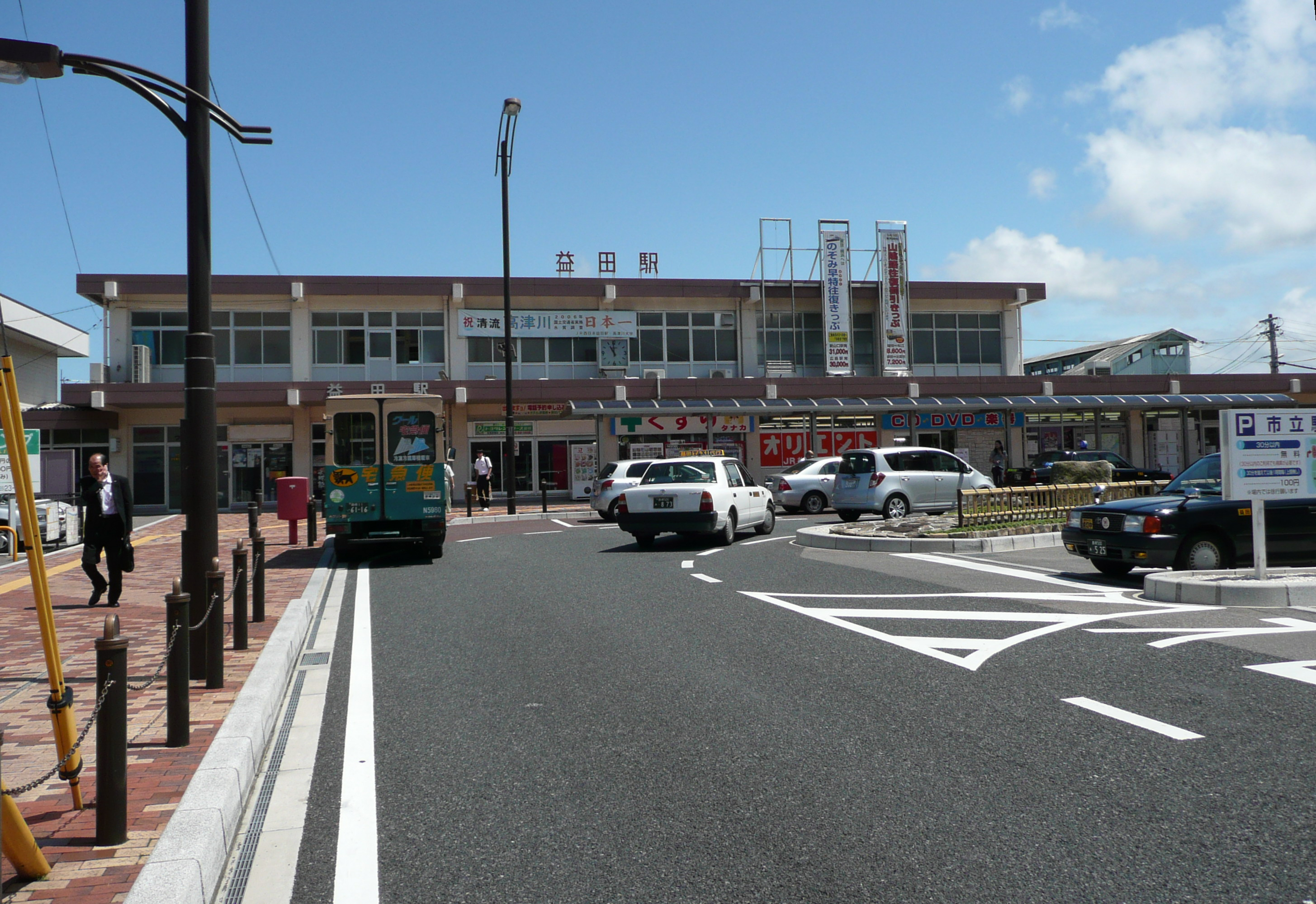
마스다역

- 서일본 여객철도
  - 산인 본선
  - 야마구치선

### 도로
- 국도 제9호선
- 국도 제187호선
- 국도 제191호선 (일본)(일본어판)
- 국도 제488호선 (일본)(일본어판)

## 인구
| 연도                         | 인구   | ±%     |
| ---------------------------- | ------ | ------ |
| 1920                         | 52,185 | —      |
| 1925                         | 53,767 | +3.0%  |
| 1930                         | 54,962 | +2.2%  |
| 1935                         | 57,150 | +4.0%  |
| 1940                         | 56,877 | −0.5%  |
| 1945                         | 66,488 | +16.9% |
| 1950                         | 68,219 | +2.6%  |
| 1955                         | 72,991 | +7.0%  |
| 1960                         | 70,018 | −4.1%  |
| 1965                         | 63,337 | −9.5%  |
| 1970                         | 58,308 | −7.9%  |
| 1975                         | 57,727 | −1.0%  |
| 1980                         | 59,040 | +2.3%  |
| 1985                         | 60,080 | +1.8%  |
| 1990                         | 57,706 | −4.0%  |
| 1995                         | 56,596 | −1.9%  |
| 2000                         | 54,622 | −3.5%  |
| 2005                         | 52,368 | −4.1%  |
| 2010                         | 49,925 | −4.7%  |
| 2015                         | 47,718 | −4.4%  |
| 2020                         | 45,003 | −5.7%  |
| Masuda population statistics |        |        |

## 기후
| 마스다시의 기후                                              | 마스다시의 기후 | 마스다시의 기후 | 마스다시의 기후 | 마스다시의 기후 | 마스다시의 기후 | 마스다시의 기후 | 마스다시의 기후 | 마스다시의 기후 | 마스다시의 기후 | 마스다시의 기후 | 마스다시의 기후 | 마스다시의 기후 | 마스다시의 기후 |
| 월                                                           | 1월             | 2월             | 3월             | 4월             | 5월             | 6월             | 7월             | 8월             | 9월             | 10월            | 11월            | 12월            | 연간            |
| ------------------------------------------------------------ | --------------- | --------------- | --------------- | --------------- | --------------- | --------------- | --------------- | --------------- | --------------- | --------------- | --------------- | --------------- | --------------- |
| 역대 최고 기온 °C (°F)                                       | 20.4 (68.7)     | 24.1 (75.4)     | 26.6 (79.9)     | 31.7 (89.1)     | 32.4 (90.3)     | 35.9 (96.6)     | 37.9 (100.2)    | 39.3 (102.7)    | 37.4 (99.3)     | 33.7 (92.7)     | 27.4 (81.3)     | 25.3 (77.5)     | 39.3 (102.7)    |
| 일평균 최고 기온 °C (°F)                                     | 9.3 (48.7)      | 10.3 (50.5)     | 13.7 (56.7)     | 18.8 (65.8)     | 23.5 (74.3)     | 26.4 (79.5)     | 30.7 (87.3)     | 32.2 (90.0)     | 27.9 (82.2)     | 22.8 (73.0)     | 17.5 (63.5)     | 11.9 (53.4)     | 20.4 (68.7)     |
| 일일 평균 기온 °C (°F)                                       | 5.5 (41.9)      | 6.1 (43.0)      | 8.9 (48.0)      | 13.7 (56.7)     | 18.4 (65.1)     | 22.1 (71.8)     | 26.5 (79.7)     | 27.6 (81.7)     | 23.3 (73.9)     | 17.7 (63.9)     | 12.6 (54.7)     | 7.8 (46.0)      | 15.9 (60.5)     |
| 일평균 최저 기온 °C (°F)                                     | 1.9 (35.4)      | 1.9 (35.4)      | 4.0 (39.2)      | 8.4 (47.1)      | 13.3 (55.9)     | 18.2 (64.8)     | 23.0 (73.4)     | 23.8 (74.8)     | 19.3 (66.7)     | 13.1 (55.6)     | 8.2 (46.8)      | 4.0 (39.2)      | 11.6 (52.9)     |
| 역대 최저 기온 °C (°F)                                       | −5.1 (22.8)     | −7.3 (18.9)     | −2.5 (27.5)     | −1.9 (28.6)     | 3.4 (38.1)      | 8.7 (47.7)      | 13.6 (56.5)     | 16.3 (61.3)     | 7.4 (45.3)      | 2.9 (37.2)      | 0.2 (32.4)      | −2.3 (27.9)     | −7.3 (18.9)     |
| 평균 강수량 mm (인치)                                        | 97.0 (3.82)     | 80.5 (3.17)     | 121.4 (4.78)    | 109.8 (4.32)    | 124.4 (4.90)    | 179.8 (7.08)    | 238.2 (9.38)    | 136.0 (5.35)    | 169.6 (6.68)    | 107.6 (4.24)    | 96.5 (3.80)     | 109.8 (4.32)    | 1,570.5 (61.83) |
| 평균 강수일수 (≥ 1.0 mm)                                     | 13.2            | 12.2            | 12.5            | 10.4            | 9.4             | 11.4            | 10.9            | 8.8             | 10.1            | 8.7             | 10.3            | 13.5            | 131.4           |
| 평균 월간 일조시간                                           | 74.5            | 99.4            | 156.3           | 191.9           | 213.9           | 160.9           | 182.9           | 215.4           | 164.2           | 170.0           | 121.4           | 81.2            | 1,840.6         |
| 출처: 일본 기상청 (평년값: 1991년~2020년, 극값: 1978년~현재) |                 |                 |                 |                 |                 |                 |                 |                 |                 |                 |                 |                 |                 |

## 자매 도시
- 뉴질랜드 퀸스타운 와나카
- 중화인민공화국 저장성 닝보시